# Кильякольо (город)
Кильякольо (исп. Quillacollo) — город в Боливии, административный центр одноимённой провинции в департаменте Кочабамба. Он расположен в 13 км к западу от Кочабамбы, центра департамента. Муниципалитет Кильякольо имеет площадь в 1 650 км² и население в 137 182 человек (по переписи 2012 года). Город расположен на высоте в 2 450 м над уровнем моря.
Кильякольо соединён с Кочабамбой через проспекты Бланко-Галиндо, Капитан-Виктор-Устарис и Редукто. Кильякольо — главным образом рыночный город с большим количеством сельскохозяйственных угодий, но в нём присутствуют некоторые отрасли индустрии.

## География и климат
Кильякольо лежит на переходе между горным хребтом Кордильера-Сентраль и низиной.
Средняя температура в регионе — 18 °C. Она меняется лишь ненамного, между 14 °C в июне и июле и 20 °C в октябре и ноябре. Годовой уровень осадков — в среднем 450 мм. Во время сухого сезона (май-сентябрь) месячные осадки составляют меньше 10 мм осадков, а во время влажного сезона (декабрь-февраль) осадков от 90 до 120 мм.
| Показатель                    | Янв. | Фев. | Март | Апр. | Май  | Июнь | Июль | Авг. | Сен. | Окт. | Нояб. | Дек. |
| ----------------------------- | ---- | ---- | ---- | ---- | ---- | ---- | ---- | ---- | ---- | ---- | ----- | ---- |
| Средний суточный максимум, °C | 25,7 | 25,2 | 25,8 | 26,3 | 25,3 | 24,4 | 24,2 | 25,6 | 26,9 | 27,8 | 28,3  | 26,8 |
| Средний суточный минимум, °C  | 13,5 | 13,2 | 12,3 | 9,8  | 5,6  | 3    | 2,9  | 5,1  | 8,9  | 11,3 | 13,1  | 13,5 |
| Норма осадков, мм             | 155  | 128  | 75   | 25   | 6    | 2    | 4    | 7    | 13   | 27   | 52    | 99   |
| Источник: Climate-Data.org    |      |      |      |      |      |      |      |      |      |      |       |      |

## Транспорт
Через Кильякольо проходит 1657-километровая магистраль 4. Она начинается на крайнем западе у чилийской границы в Тамбо-Кемадо. Затем, она проходит через всю страну — в частности, города Кильякольо, Кочабамбу, Вилья-Тунари и Санта-Крус. Трасса заканчивается в юго-восточной части страны на границе с Бразилией, в городе Пуэрто-Кихарро.

## Население
Рост населения сделал Кильякольо вторым городом в Боливии по росту населения после Эль-Альто. Рост населения происходит из-за миграции из разных регионов Боливии. В последние годы, приток населения идёт главным образом из андийских регионов и тропиков. Город Кильякольо — один из множества административных центров провинций у города Кочабамба, которые присоединяются к расширяющемуся периметру «Большой» Кочабамбы.

## Экономика
Кильякольо — главным образом рыночный город с важными сельскохозяйственными угодьями, но также в городе есть определенные отрасли промышленности.
В городе техника продаётся дешевее, чем в Кочабамбе. Рынки и неформальная торговля изобилуют в городе, особенно во время фестивалей и ярмарок. Воскресенье — рыночный день. В этот день, хаотично вырастает уровень неформальной торговли, так как над ней нет контроля. Транспорт — такой же важный фактор в экономике муниципалитета, из-за его стратегического расположения и путей наземного транспорта. Один из главных экономических факторов в Кильякольо — туризм. В городе есть много отелей и хостелов.

## Сельское хозяйство
Муниципалитету Кильякольо традиционно производство кукурузы, картофеля, киноа, которые характерны для Анд, а также других, завезённых сельскохозяйственных культур.
Сейчас, сельскохозяйственные угодья стали терять свою значимость из-за большого роста населения и массового, в основном незаконного строительства домов в сельскохозяйственных зонах. Но, несмотря на эту проблему, в Кильякольо до сих пор есть много сельскохозяйственной активности — производство молочных продуктов, производство мяса птицы и домашнего скота.
В северной части муниципалитета главным делом является производство полевых цветов в теплицах. Главные цветы в производстве — розы, гвоздики, хризантемы, лилии и другие.

## Архитектура
Архитектура города имеет пост-колониальное смешение. Современная архитектура присутствует в современных домах и зданиях. Быстрая и многочисленная миграция привела к беспорядочному росту архитектуры в городе. В нём присутствует совсем немного «зелёных зон». Это усугублялось миграцией из сельской местности с начала XXI века. Мигранты из Морочаты и тропиков Кочабамбы переезжали в сельскохозяйственные зоны, которые теряли свою значимость из-за влияния новых поселений. Эти поселения в основном состояли из незаконных сооружений, которые были построены без планирования на будущее.

## Административное деление
Муниципалитет Кильякольо разделен на 10 районов:
- Таката (Район № 1)
  - Городская зона, включает сектора Сапенко и Таката.
- Пиньями (Район № 2)
  - Городская зона, охватывает сектора Икиркольо-Сентраль.
- Санто-Доминго (Район № 3)
  - Городская зона, включает в себя сектора Пургаторио, Кота, Санто-Доминго и Сапенко.
- Ла-Чулья (Район № 4)
  - Смешанная городская и сельская зона, включает в себя общины Паукарпата, Ильятако, Ла-Чулья, Эсмеральда и Иронкольо.
- Пандоха-Пиньями (Район № 5)
  - Смешанная городская и сельская зона, включает в себя общины Пандоха, Пиньями, Поэпокольо, Баррио-Минеро и Эскилан.
- Уркупинья (Район № 6)
  - Смешанная городская и сельская зона, включает в себя общины Кайко-Альто, Молье-Молье, Котапачи и Уркупинья.
- Белья-Ависта (Район № 7)
  - Сельская зона, включает в себя общины Потреро, Белья-Виста, Фальсури и Маркина.
- Эль-Пасо (Район № 8)
  - Смешанная городская и сельская зона, включает в себя общины Чокая, Молье-Молье, Уринсая, Арансая, Пиуси, Апоте, Мосох-Ранчо, Охосуру, Пандоха и Чохньякольо, Хорапата, Кальяхчульпа, Льяукенкири, Тоторкауа, Агила-Ранчо и Эль-Пасо.
- Мисикуни (Район № 9)
  - Смешанная сельская и горная зона, включает все горные общины, с низкой плотностью населения и доступностью.
- Конурбано-Норте (Район № 10)
  - Окологородская зона, включает в себя сектора Апоте, Маркина и Эль-Пасо.

## Туризм
В Кильякольо есть много мест, которые привлекают туристов. Среди них — асьенда Пайрумани, принадлежавшая Симону Итурри Патиньо, также известному как «Оловянный барон», который благодаря продаже олова в Боливии был прозван «Андийским Рокфеллером», во время Второй мировой войны был одним из богатейших людей в мире и богатейшим человеком в Боливии, и владел многими шахтами в департаментах Оруро и Потоси. Особенностью асьенды является смешение европейских черт. Материалы для её строительства пришли из Европы. Внешний вид асьенды имитирует англосаксонские поместья. Асьенда была построена благодаря уровню жизни в регионе, сейчас это муниципалитет Винто.
Также, у Кильякольо есть городок Эль-Пасо (или Эль-Фасу), расположенный на высоте в 2 538 метров над уровнем моря.
Инкакарай — это туристическое место популярное благодаря своей истории, огромную роль в которой сыграла культура Анд и инки
Лириуни — это часть национального парка Тунари, его высочайшее место, где текут водопады и присутствуют горячие источники.
В июле проходит гастрономическое состязание «Ла-Ферия-дель-Лечон» (исп. La Feria del Lechón, «Свиная ярмарка»). Многие рестораны в Кильякольо пытаются приготовить одно типичное для этой местности блюдо — молочный поросёнок, приготовленный с картофелем и овощами. Готовка на дровяной печи даёт блюду хороший вкус и дымок.

## Фестивали
Кильякольо — место, где проводится один из крупнейших религиозных фестивалей в Боливийских Андах. Фестиваль Девы Марии из Уркупиньи отмечается ежегодно в августе. Проходит пир в честь Успения Пресвятой Девы Марии. Как и большинство религиозных фестивалей в Боливии, фестиваль начинается с крупного фольклорного шоу, которое привлекает множество туристов. Другая составляющая фестиваля, которая отличает его от других — паломничество нескольких тысяч прихожан к так-называемой «Голгофе», где по религиозно-народному обычаю, местные добывают камни, которые по чудесному заступничеству Богородицы и благословению священника должны превратиться в богатство или материальные блага.